# Четыре священных города

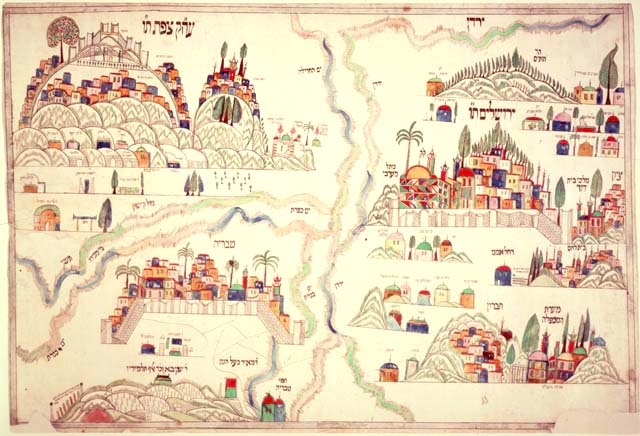
Четыре священных города, XIX век. Работа включает в себя изображения святынь, а также могил почитаемых раввинов и праведников

Четыре священных города — четыре главных центра еврейской жизни: Иерусалим, Хеврон, Цфат и Тверия.
Концепция священных городов восходит к 1640 году, когда Палестина входила в состав Османской империи (1516—1917 годы) и еврейское население Иерусалима, Хеврона и Цфата реорганизовало сбор средств в диаспорах, основав ассоциацию городов. После возрождения в 1740 году к ассоциации присоединилась Тверия. Евреи османской Палестины (ишув) представляли весь еврейский народ, выступая в особой роли стража святынь Святой земли и живя главным образом за счёт благотворительных поступлений из-за границы.
Священность Палестины в глазах евреев объяснялась тем, что эта территория была колыбелью и гробницей еврейских патриархов и Землёй обетованной. Жизнь в Палестине приравнивалась к заслуге соблюдения всех заповедей, а погребение там отпускало все грехи. Многие законы Моисея могли применяться только на Святой Земле.
По вышеупомянутым причинам евреи стремились в Палестину, а центр еврейской жизни с XVI века сосредоточился в четырёх священных городах, о чём упоминает Еврейская энциклопедия 1906 года издания.
Самым важным городом, благодаря своей религиозной значимости, был Иерусалим, в сторону которого обращены ковчеги всех синагог мира.
Уже в Средние века крупные еврейские общины существовали в Иерусалиме и Цфате, меньшие — в Наблусе (Шхеме) и Хевроне. В XIX веке Иерусалим и Цфат соперничали за духовное первенство, но в результате землетрясения (1837) Цфат пришёл в упадок. К 1880 году население Палестины достигло 450 тыс. человек, из которых 24 тыс. составляли евреи. Самым крупным городом на тот момент был Иерусалим (около 12 тыс. евреев), в Цфате проживало 4 тыс., в Тверии 2,5 тыс., в Яффе 1 тыс., в Хевроне 800 человек, а в Хайфе 300 евреев.

## Иерусалим
Иерусалим был и остаётся самым священным городом в иудаизме и духовным центром еврейского народа.

## Хеврон
Хеврон является вторым священным городом для евреев. В нём находится Пещера патриархов, считающаяся местом захоронения еврейских патриархов: Авраама и Сарры, Исаака и Ревекки, Иакова и Лии. Хеврон является самым древним еврейским местом в мире. Авраам купил поле и пещеру к востоку от Хеврона у хеттов (Быт. 23:16—18). Это было одно из первых мест, где проживал патриарх Авраам после прибытия в Ханаан. Хеврон был первой столицей царя Давида, где он был помазан и царствовал семь лет. Евреи жили в Хевроне почти постоянно на протяжении византийского, арабского, мамлюкского и османского периодов. Мамлюки завоевали Хеврон, объявили святыню мечетью и запретили вход евреям.

## Цфат
Цфат не был важным центром еврейской жизни до конца XV века. Цфат не упоминает Тора, и он не был заселён до римских времен, а стал считаться священным городом после притока изгнанных в 1492 году из Испании евреев, став центром каббалы. Согласно еврейской традиции, Мессия восстанет из Тивериадского озера и воссядет на престоле в Цфате.

## Тверия
Тверия имела большое значение в еврейской истории как место, где был составлен Иерусалимский Талмуд, и место сосредоточения еврейских учёных писцов — масоретов до XI века. При Айюбидах в XII веке Тверия была разорена и долгие годы находилась в запустении, а возродилась благодаря притоку раввинов в XVIII веке. Согласно еврейской традиции, искупление начнётся в Тивериаде, где и будет воосоздан Синедрион.